# Šibeničník
Šibeničník je přírodní rezervace jižně od obce Mikulov v okrese Břeclav. Správu vykonává Správa CHKO Pálava.
Důvodem ochrany jsou přirozená a polopřirozená stepní a lesostepní společenstva na vystupujícím útesu jurského vápence s výskytem vzácných a ohrožených druhů rostlin a živočichů.

## Flóra
V letech 1992–2002 bylo na lokalitě zjištěno asi 250 druhů a poddruhů cévnatých rostlin. Roste zde 23 zvláště chráněných druhů rostlin, např. devaterka rozprostřená (Fumana procumbens), divizna brunátná (Verbascum phoeniceum), hlaváček jarní (Adonis vernalis), kavyl Ivanův (Stipa pennata), kavyl sličný (Stipa pulcherrima), koniklec velkokvětý (Pulsatilla grandis), kosatec nízký (Iris pumila), koulenka prodloužená (Globularia bisnagarica), kozinec rakouský (Astragalus austriacus), kozinec vičencovitý (Astragalus onobrychis), len tenkolistý (Linum tenuifolium), lomikámen trojprstý (Saxifraga tridactylites), oman oko Kristovo (Inula oculus-christi), ožanka horská (Teucrium scorodonia), pryskyřník ilyrský (Ranunculus illyricus), sesel pestrý (Seseli pallasii), sinokvět měkký (Jurinea mollis), večernice smutná (Hesperis tristis), violka obojetná (Viola ambigua), zlatovlásek obecný (Aster linosyris), zvonek sibiřský (Campanula sibirica). PR Šibeničník je jedinou lokalitou z celých Pavlovských vrchů, kde se vyskytuje pryšec sivý menší (Euphorbia seguieriana subsp. minor) a řebříček štětinolistý (Achillea setacea).

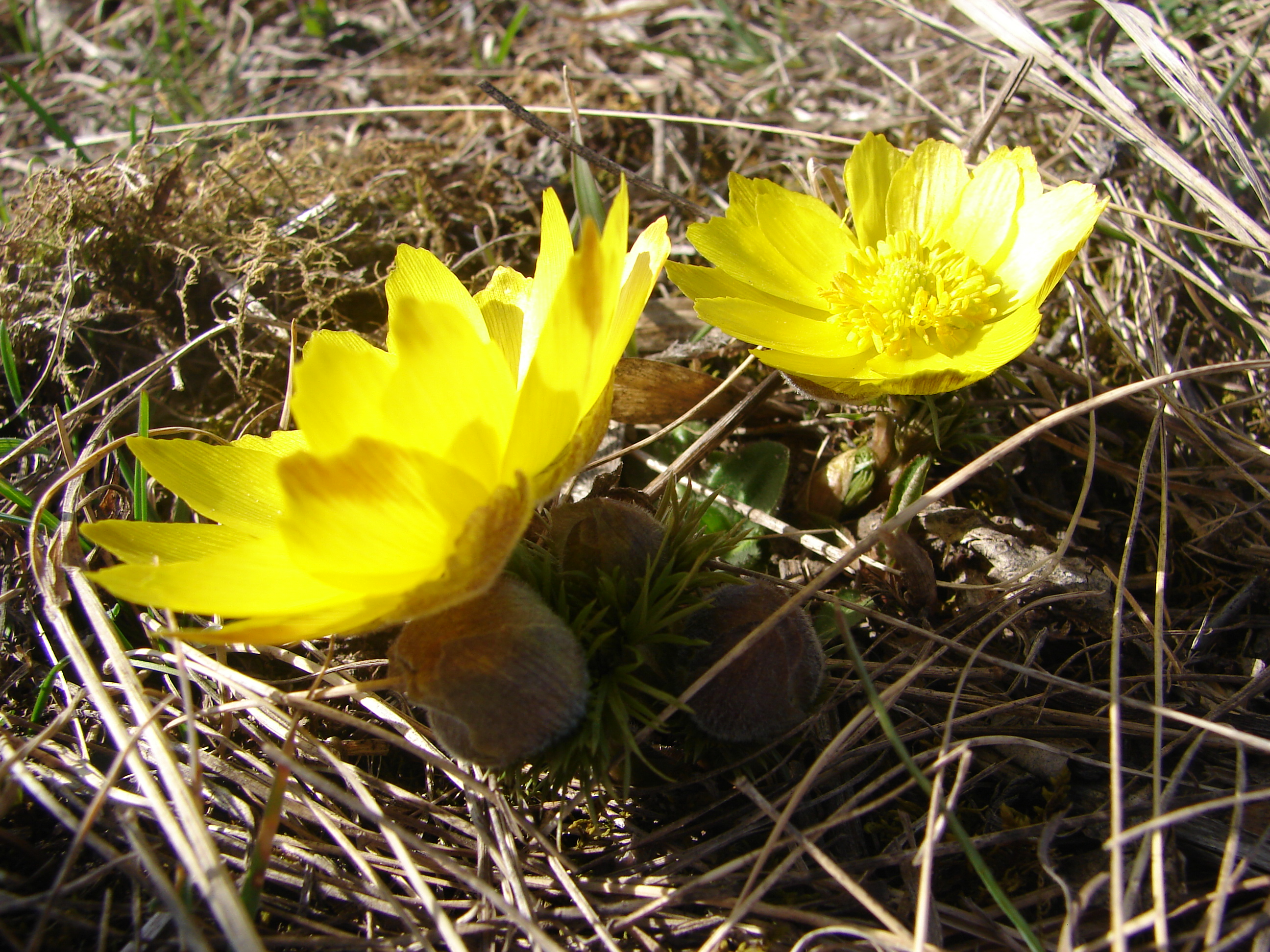
Hlaváček jarní v PR Šibeničník
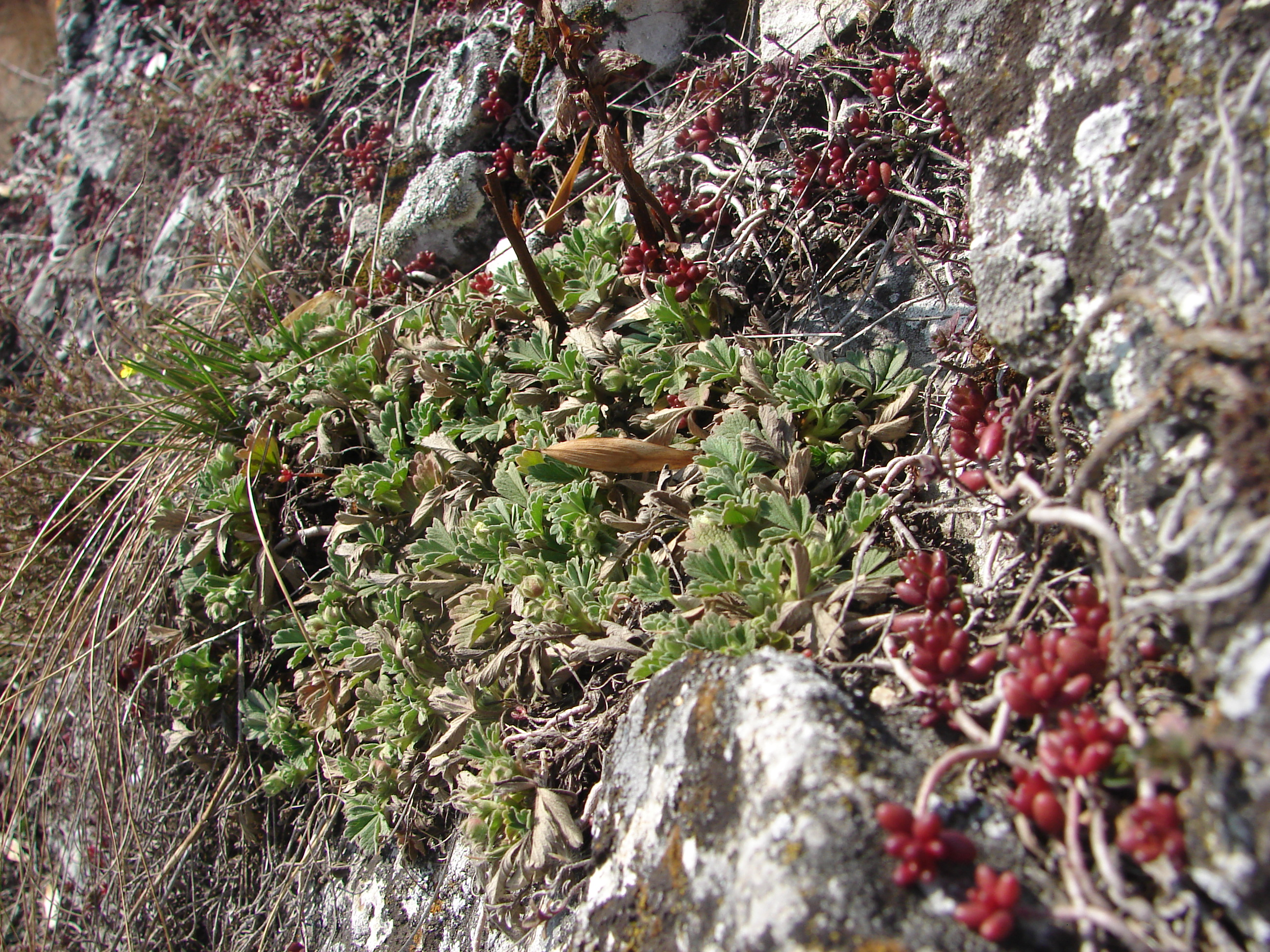
Rozchodník bílý v PR Šibeničník

## Fauna
V roce 2011 bylo v rezervaci nalezeno 17 druhů měkkýšů (17 druhů suchozemských plžů); mezi nimi i kriticky ohrožený druh drobnička žebernatá (Truncatellina costulata).